# Telescopio Coloso
El Telescopio Coloso (del inglés Colossus Telescope ) es un observatorio privado especializado planeado con un área combinada de 74 metros de apertura, con capacidad de sacar fotografías de planetas extrasolares cercanos hasta el tamaño de Mercurio. Tiene un menor costo de construcción al combinar nuevas tecnologías y un diseño similar al telescopio Hobby Eberly.  Además será capaz de detectar civilizaciones extrasolares como la Tierra  de acuerdo al calentamiento global como marcador termodinámico. Puede estar completo en una década si se obtienen los fondos.

## Diseño
El telescopio coloso consta de 60 telescopios fuera del eje independientes de 8m que efectivamente combinan conceptos de telescopio e interferometría, dando una resolución efectiva de 74m de diámetro. El primario consiste en 60 x 8m telescopios primarios parabólicos  fuera de eje. La estructura secundaria tiene menos de 5 m de diámetro con 60 ópticas independientes de 0,5 m. Así, cada primario es servido por su propio secundario que trae la luz en un enfoque gregoriano. Cada espejo secundario es iluminado por un segmento de espejo primario y se convierte en su elemento de dirección y de su ajuste de fase. De esta manera, cada haz se combina coherentemente en el enfoque gregoriano de la óptica primaria del principal, de rastreo mayor de dos ejes, sin líneas de retardo de interferómetro. Este sistema óptico logra la resolución angular completa del padre mientras que combina de forma eficiente la "suavidad" de la estructura mecánica con las fluctuaciones atmosférico del pistón de la fase.

## Objetivos científicos
- Detectar planetas habitables

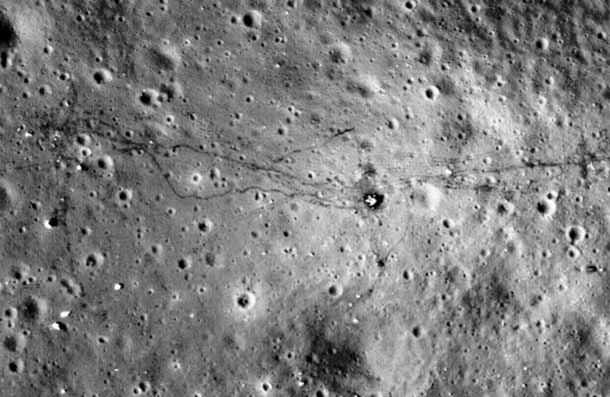
Lunar Reconnaissance Orbiter Camera (LROC, NASA), fue capaz de detectar desde su órbita más baja los sitios de aterrizaje Apollo y pistas dejadas por los astronautas. Este es el nivel de resolución angular que podrá ver el Telescopio Coloso desde la superficie de la Tierra.

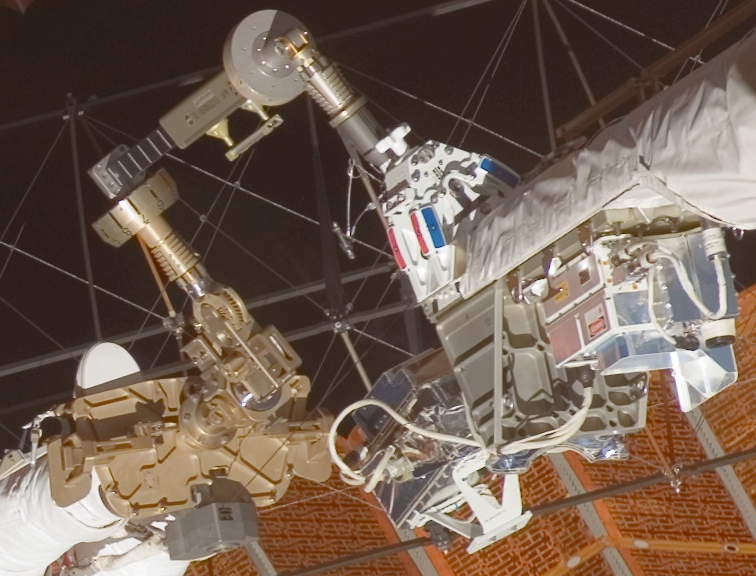
Estación Espacial Internacional fotografiada desde el espacio durante la reparación de la matriz solar de EE. UU. por el astronauta Scott Parazynski. El Telescopio Coloso podrá ver objetos hechos por el hombre a esta altura (400 km) con el nivel de detalle como en esta imagen.

- Ver superficies de otras estrellas
- Ver el horizonte cercano de eventos del agujero negro en el centro de la galaxia, El telescopio coloso permitirá la detección de las estrellas individuales que caen en el agujero negro hasta su horizonte de eventos a 10 μas.
- Monitoreo de la colonización lunar, sería capaz de detectar objetos y detalles sobre la superficie lunar tan pequeños como 2 m
- Ver objetos artificiales en el espacio con una resolución angular de 2 mm a la altura de 400 km

Refː

## Tecnología
- Espejos ultradelgadosː El desarrollo de la tecnología (Live-MetaOptics) proporcionará espejos de gran calidad óptica hechos de un vidrio pulido sin utilizar tecnologías abrasivas. Reemplazando la masa del sustrato del espejo convencional, que normalmente sería necesaria para la rigidez mecánica, con sensores y actuadores impresos en 3D activos en sustratos de vidrio paraboloidales de forma precisa. Con tales estructuras híbridas, la densidad de masa neta puede ser un orden de magnitud menor que un espejo de peso ligero convencional con una superficie óptica limitada por difracción. Estos espejos de baja masa permiten que grandes superficies ópticas sean creadas económicamente para aproximarse a un paraboloide padre. La masa de la estructura de soporte multiespejo subyacente se puede reducir aún más con una estructura de soporte global relativamente "blanda".

- Concepto de interferómetros híbridos.

## Matriz Coloso
Debido a que pesa tan poco y es escalable en tamaño, se puede combinar en decenas o cientos de bloques que pueden ser de hasta un kilómetro o más de tamaño. Es capaz de propulsión láser interestelar de nano naves espaciales.

## Financiamiento
Se observa que el costo (como construido o estimado) para cada uno de los telescopios grandes generalmente aumenta con su masa móvil. Para muchos estos telescopios esta proporcionalidad puede ser alrededor de $ 1M por tonelada. Coloso tiene un costo estimado menor a 1.000 millones de dólares más económico que el Telescopio de Treinta Metros. Está dirigido a realizarse con fondos privados.

## Telescopios adicionales en estudio y en desarrollo
Telescopio PLANETS: Luz polarizada de las atmósferas de los sistemas extraterrestres cercanos un único telescopio de 1,85 metros fuera del eje, actualmente en desarrollo.
Telescopio ELF: El buscador excelente, es un telescopio con 16 espejos de 5 metros cada uno,  convertido en un intereferómetro híbrido, 150m USD de costo estimado, con una sensibilidad a los océanos extraterrestres y a los continentes en Proxima b utilizando una técnica conocida como fotografiador de exoplaneta de manera rotacional.
ParFAIt: Telescopio interferométrico de abertura llena

## Organizaciones que han apoyado a la fundación PLANETAS
- El Instituto de Astronomía (IfA) es una unidad de investigación dentro del sistema de la Universidad de Hawái

- Universidad de Tohoku
- El Instituto Kiepenheuer de Física Solar es un instituto de investigación ubicado en Friburgo, Alemania.
- La Universidad Estatal de Ponta Grossa
- La Universidad de Lyon,
- HotMol El proyecto "Moléculas Calientes en Exoplanetas y discos internos" está financiado por el Consejo Europeo de Investigación (ERC)
- La Universidad Nacional Autónoma de México

### Video
- The Path to Finding Life in the Universe